# Hellogoodbye

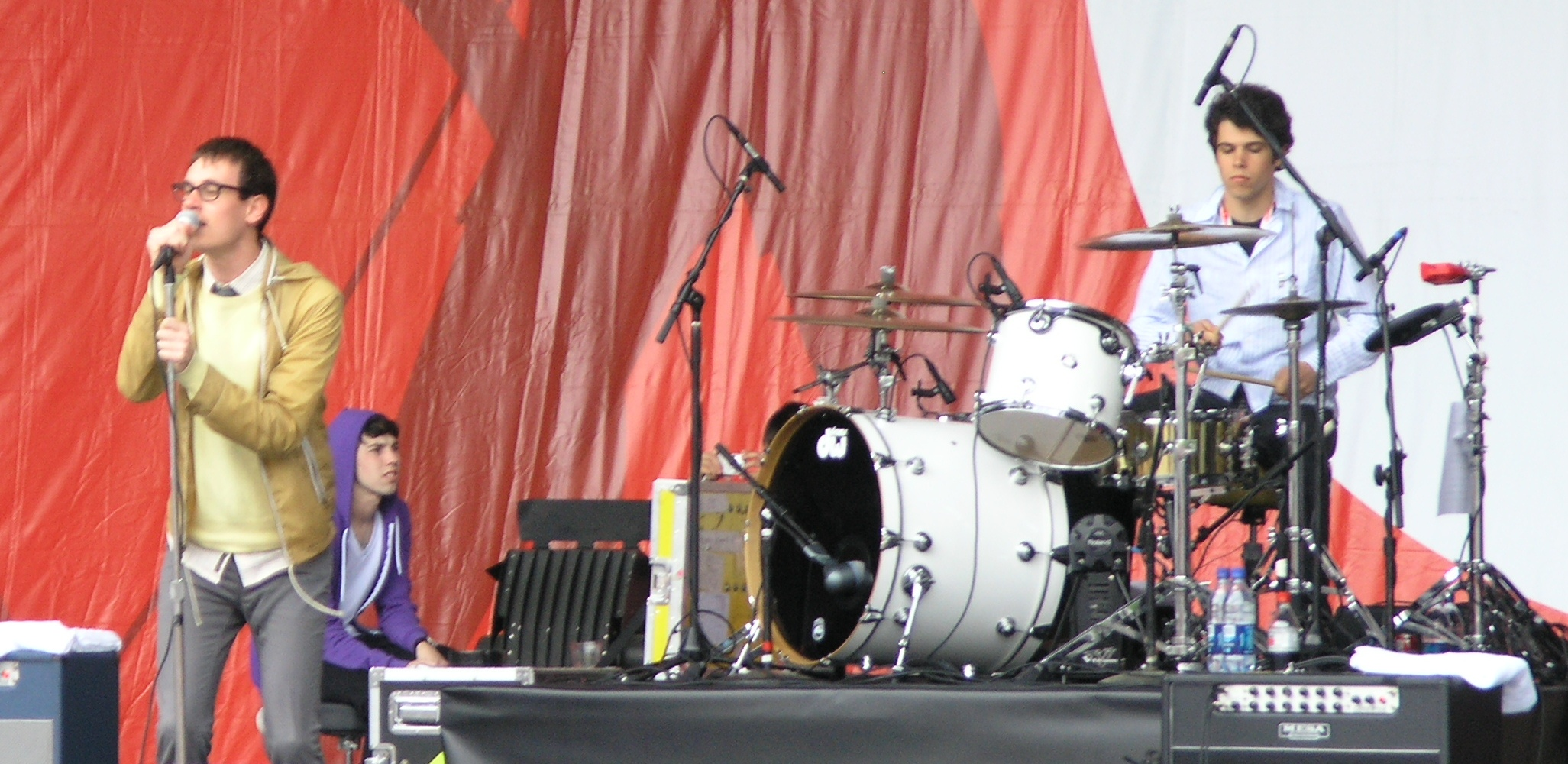
hellogoodbye in 2007 tijdens MyCoke Fest in Atlanta

hellogoodbye is een Amerikaanse band die startte in 2001 in Huntington Beach, Californië.
De band bestaat uit vier leden: Forrest Kline (zanger, gitarist), Jesse Kurvink (toetsenist, achtergrondzanger), Marcus Cole (bassist) en Chris Profeta (drummer).
De groep bracht één album uit ("Zombies! Aliens! Vampires! Dinosaurs!") en één dvd ("OMG HGB DVD ROTFL").
De single "Here (in your arms)" werd in 2007 een internationaal succes. Andere singles zijn "All of Your Love" (2007), "Baby, It's Fact" (2007) en "Shimmy Shimmy Quarter Turn"(2005).
In 2005 verscheen de groep in het MTV-programma "The Real World: Austin".
Niet verwarren met de Scandinavische rockband "Hello Goodbye".

## Discografie

### Singles
| Single met eventuele hitnotering(en) in de Nederlandse Top 40 | Datum van verschijnen | Datum van binnenkomst | Hoogste positie | Aantal weken | Opmerkingen |
| ------------------------------------------------------------- | --------------------- | --------------------- | --------------- | ------------ | ----------- |
| Here (In your arms)                                           | 2007                  | 4-8-2007              | 10              | 10           | Alarmschijf |